# Paracalybistum intermedium
Paracalybistum intermedium är en skalbaggsart som beskrevs av Karl Adlbauer 2000. Paracalybistum intermedium ingår i släktet Paracalybistum och familjen långhorningar. Inga underarter finns listade i Catalogue of Life.